# Liste der Naturdenkmale in Oelsberg
Die Liste der Naturdenkmale in Oelsberg nennt die im Gemeindegebiet von Oelsberg ausgewiesenen Naturdenkmale (Stand 20. Mai 2024).

## Ehemalige Naturdenkmale
| Nr. | Bezeichnung       | Lage                                         | Beschreibung                                                  | Bild                                    |
| --- | ----------------- | -------------------------------------------- | ------------------------------------------------------------- | --------------------------------------- |
|     | Alte Buchengruppe | südlich des Ortes; Flur Obere Laukwiese Lage | Fagus sylvatica, zwei Bäume; Rechtsverordnung 2013 aufgehoben | Direkt Bild zu diesem Denkmal hochladen |